# Copris denticulatus
Copris denticulatus är en skalbaggsart som beskrevs av Nguyen-phung 1988. Copris denticulatus ingår i släktet Copris och familjen bladhorningar. Inga underarter finns listade i Catalogue of Life.